# 周恩来邓颖超纪念馆
周恩来邓颖超纪念馆坐落于天津市南开区水上北路天津水上公园风景区内，占地6万平方米，建筑面积7千平方米。

## 历史
周恩来邓颖超纪念馆建于1998年，前身原是周恩来青年时代在津革命活动纪念馆。是中国全国爱国主义教育示范基地和红色旅游经典景区。

## 馆藏

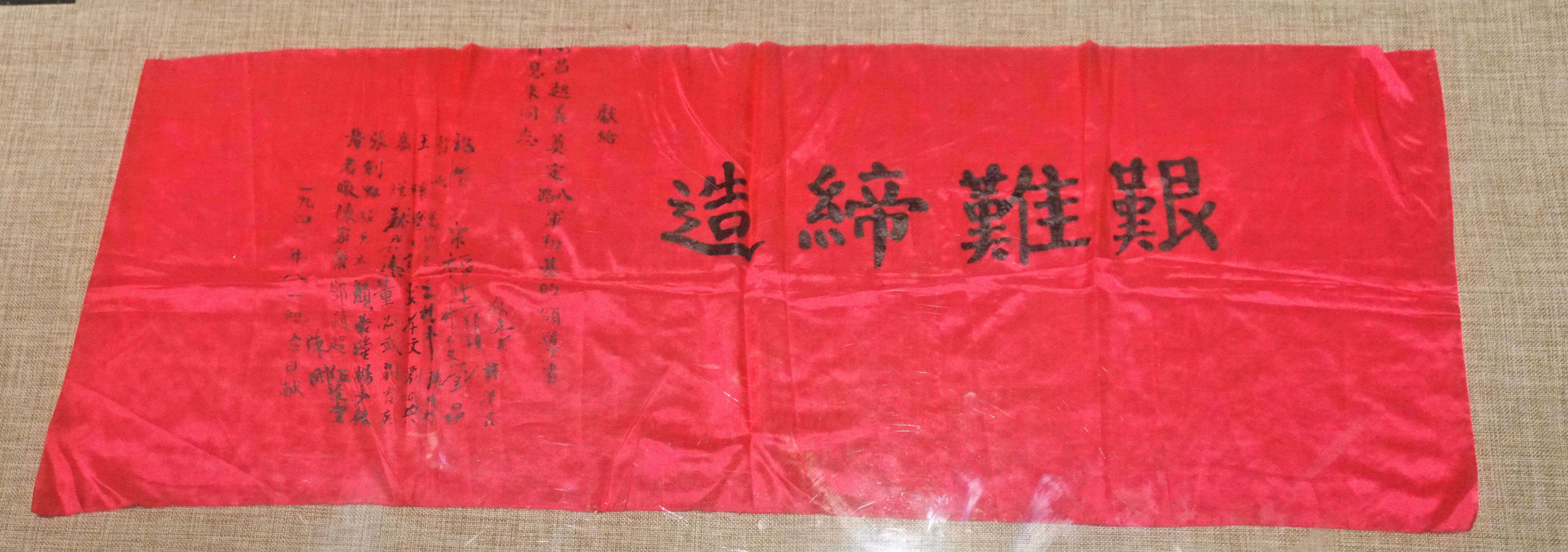
1942年8月中共南方局工作为纪念南昌起义十五周年送给周恩来的锦旗

周恩来邓颖超纪念馆馆藏8000余件文物，其中100多件文物属国家一级文物。

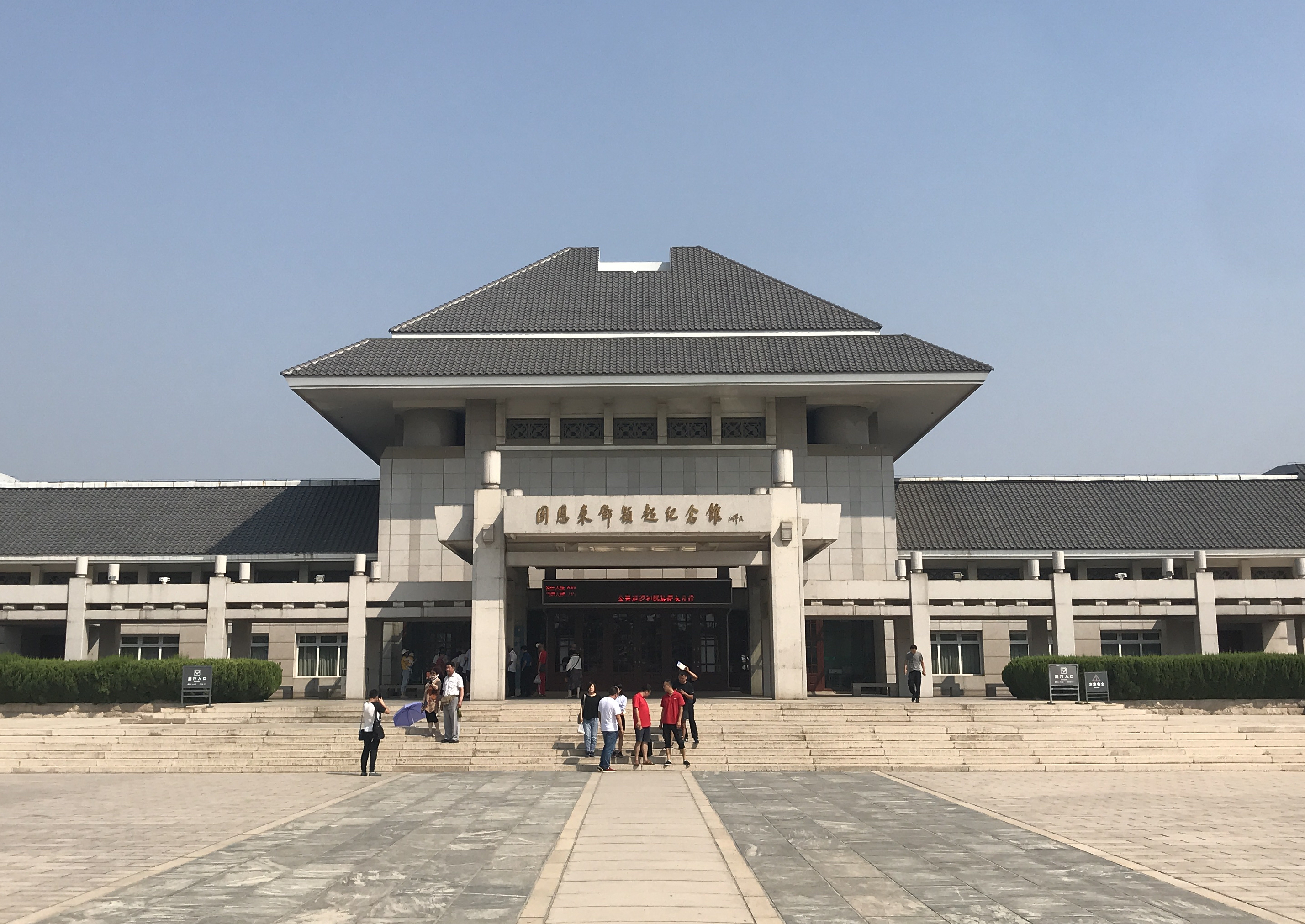
馆舍近景

- 露天展出：伊尔14型-678（600）号客机：是中华人民共和国国务院总理周恩来的第一架专机，由前苏联政府赠送。（二级文物）

馆藏一级文物有：
- 1989年10月日本创价学会会长池田大作赠送给邓颖超的周恩来邓颖超肖像画、1938年11月13日周恩来致邓颖超信、

1965年6月埃及总统纳塞尔送给周恩来的19吋黑白电视机、
1947年3月25日周恩来致邓颖超信、
1928年邓颖超列席共产国际六大的证件、
1947年4月16日邓颖超致周恩来信、
1939年周恩来到苏联治伤时的旅馆出入证、
1947年4月21日邓颖超致周恩来信、
1947年5月31日邓颖超致周恩来信、
1947年11月11日邓颖超致周恩来信、
1947年12月31日邓颖超致周恩来信、
1949年7月19日周恩来致邓颖超信、
1948年2月2日周恩来致邓颖超信、
1948年2月9日周恩来致邓颖超信、
1969年3月12日邓颖超致周恩来信、
1955年4月10日邓颖超致周恩来信、
1947年6月15日邓颖超致周恩来信、
1947年9月29日周恩来致邓颖超信、
1917年6月5日严智崇为其六妹智安与周恩来议婚事给父亲严范孙的复信、
周恩来保存的由他1920年编著的《检厅日录》、
1920年8月天津觉悟社部分社员合影、
1916年天津南开学校敬业乐群会发起人周恩来、张瑞峰、常策欧合影、
1922年周恩来在德国的半身像、
1919年8月9日《天津学生联合会报》、
1950年1月12日周恩来致邓颖超信、
1955年4月12日周恩来致邓颖超信
- 1942年8月中共南方局工作人员为纪念南昌起义十五周年送给周恩来的锦旗、1954年7月21日有周恩来签名的周恩来与卓别林合影、

皖南事变时期盛放过周恩来邓颖超重要纪念物的瓷盒、
1924年6月天津女星社创办的女星第一补习学校甲种第一届毕业师生合影、
1923年天津女星社创办的天津女星第一补习学校开学师生合影、
1922年4月6日周恩来、刘清扬、赵光宸、谢承瑞在柏林战线塔下合影、
1922年周恩来、赵光宸、谢承瑞在柏林万赛湖合影、
1939年江纲为周恩来篆刻的印章“周翔宇”、
二十世纪六十年代胡志明赠邓颖超的镶有胡志明像的项链坠、
周恩来青年时代用过的铜笔架、
1959年6月齐燕铭为周恩来篆刻的"周恩来藏书印"和"周恩来"印、
1920年天津被捕爱国代表出狱时乘车列队从地方审判厅出发时的照片、
1920年天津被捕的爱国代表出狱时乘车列队行进在街市中的照片、
抗日战争时期邓颖超的母亲杨振德留给邓颖超的遗物——手表、
1920年周恩来为难友尚墨卿筹划的生日礼物——镜框（现只存镜心） 、
1922年周恩来旅欧时期与友人赵光宸、谢承瑞、佟宝铭等五人在柏林合影、
1917年留日时期的周恩来素描画、
周恩来邓颖超保存的《觉悟》、
1920年为声援福州惨案天津被捕爱国代表出狱后合影、
1917年6月9日严智崇为其六妹智安与周恩来议婚事再给父亲严范孙的信、
1920年周恩来赴欧勤工俭学前在津留影、
1919年9月25日南开大学送给北洋政府前总统黎元洪的南开大学开学典礼合影、
1920年天津被捕爱国人士王墨林保存的周恩来编写的《警厅拘留记》、
1917年周恩来与南开同学赵敏等九人在天津李善人公园（今人民公园）合影、
1976年1月14日周恩来遗体火化时未焚化的皮鞋弓子和拉链扣、
1922年10月23日周恩来自德国寄给旅欧中共党团组织成员赵光宸的明信片、
1922年3月12日周恩来自柏林致留英南开同学常策欧的明信片、
1976年1月14日、1992年7月17日周恩来邓颖超逝世后盛放骨灰的骨灰盒、
1976年1月邓颖超穿过的天津红桥区天虹服装厂73名女工为之缝制的丝棉袄、
1923年5月8日周恩来给旅欧中国共产主义青年团巴黎支部书记傅烈的明信片、
1922年3月25日周恩来自柏林致留英南开同学常策欧的明信片

## 展厅

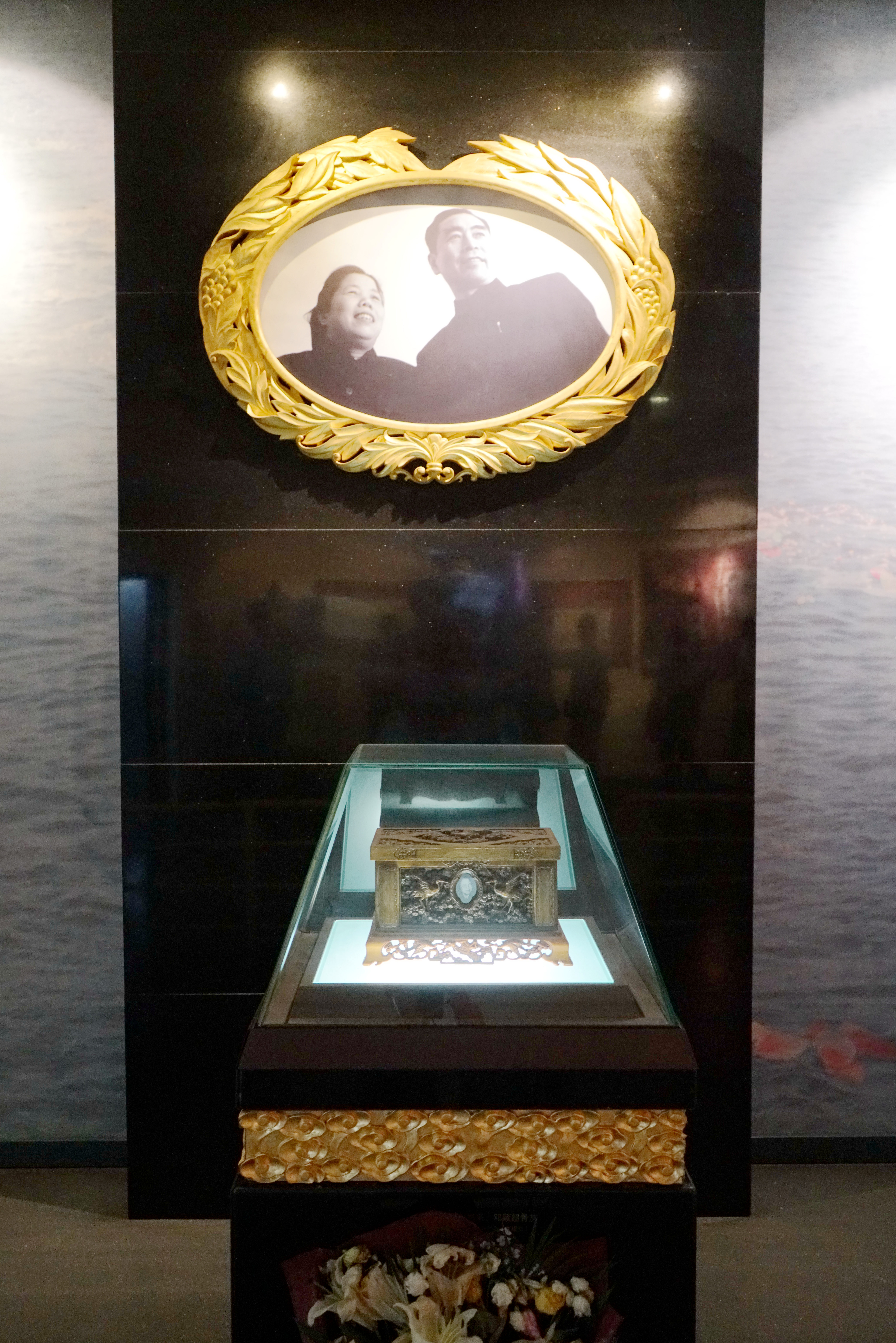
瞻仰厅，玻璃柜中陈列的是周恩来、邓颖超的骨灰盒

- 瞻仰厅
- 生平厅
- 情怀厅
- 飞机陈列厅
- 临时展厅
- 影视厅
- 多功能厅
- 贵宾厅